# Gallium
Gallium är ett metalliskt grundämne. Det har egenskapen att när det hålls i handen tillräckligt länge så smälter det, då det har en smältpunkt på +30°C. Bland metallerna delas denna egenskap enbart med francium (smältpunkt +27°C) och cesium (smältpunkt +28°C). Kvicksilver smälter vid −39°C och rubidium vid +39°C.

## Egenskaper
Galliums densitet är högre i flytande fas än i fast, vilket är en ovanlig egenskap hos metaller. Denna egenskap delas endast med vismut och germanium. Metallen är mycket mjuk och silverglänsande, och är vid rumstemperatur beständig mot luft och vatten, men angrips av halogener och syror. Kemiskt påminner den starkt om aluminium.

## Användning
Galliums största användningsområde är som beståndsdel i halvledare, till exempel GaN och GaAs.
Gallium är unikt på det sättet att det har en hög kokpunkt. Det kan därför användas i högtemperaturtermometrar som mäter från rumstemperatur till extrema temperaturer.
Den utnyttjas vidare i lågsmältande legeringar (med tenn smältpunkt 232°C) som används som smältsäkringar och värmeväxlare.

## Förekomst
Gallium förutsågs 1871 av Dmitrij Mendelejev och upptäcktes 1875 av fransmannen Paul-Émile Lecoq de Boisbaudran när han studerade mineral från Pyrenéerna. Han namngav den nyupptäckta metallen efter Gallien, det gamla romerska namnet på hans hemland.
Ämnet är sällsynt (medelhalt 15 g/ton i jordskorpan) och utvinns vanligen ur aluminium- och zinkmineral, där det förekommer i låg halt.